# Magallanodon
Magallanodon es un género de mamífero del grupo extinto Gondwanatheria. Contiene una sola especie, Magallanodon baikashkenke, que corresponde al primer mamífero de la era Mesozoica descubierto en Chile, perteneciente al periodo del Cretácico superior, con una antigüedad de unos 74 millones de años. Fue reconocido por unos dientes individuales encontrados en una cantera del cerro Guido, en el valle del Río de Las Chinas, en la Región de Magallanes y de la Antártica Chilena. Los fósiles provienen de la formación Dorotea, la cual data de entre el Campaniense superior al Maastrichtiense.
El hallazgo, realizado por un grupo de científicos en el marco del Proyecto Anillo Registro Fósil y Evolución de Vertebrados, de la Universidad de Chile, el Museo Nacional de Historia Natural y el Instituto Antártico Chileno, es el registro más austral de un gondwanaterio.

## Etimología
El nombre Magallanodon proviene de la región de Magallanes en el extremo sur de Chile y odontos, "diente" en griego. El nombre de especie, M. baikashkenke está tomado de las palabras del tehuelche bai (abuelo) y kashkenke (valle) siendo el nombre aborigen para la región donde el fósil fue encontrado por primera vez.

## Descripción
Del tamaño de un coipo, el Magallanodon es comparable en tamaño a los hipsodontes Gondwanatherium (Cretácico tardío) y Sudamerica (Paleoceno temprano), con dentadura similar pero con molares soportados por cuatro a cinco raíces. Al igual que en otros gondwanaterios, tiene al menos un incisivo hipertrofiado, similar a un roedor en la mandíbula superior. Con dicha evidencia, se infiere que tenía hábitos herbívoros, pudiendo haberse alimentado de plantas como helechos. Su hábitat correspondía a bosques frondosos y ríos con meandros en una cuenca de Magallanes que recién se desarrollaba geológicamente, siendo en ese entonces un ambiente cálido subtropical con pulsos de frío, un clima muy parecido al de la actual zona central de Chile.